# Торопкаси
Торопка́си (рос. Торопкасы, чув. Торăпкасси) — присілок у складі Аліковського району Чувашії, Росія. Входить до складу Таутовського сільського поселення.
Населення — 105 осіб (2010; 108 у 2002).
Національний склад:
- чуваші — 99 %